# Šmidovnik
Šmidovnik je priimek več znanih Slovencev:
- Andrej Šmidovnik, fizik, raziskovalec KI
- Anton Šmidovnik (1852–1938), duhovnik
- Janez Šmidovnik (1921–2016), pravnik, univ. prof., strokovnjak za lokalno samoupravo